# Opsion bicolorata
Opsion bicolorata är en tvåvingeart som beskrevs av Lane 1948. Opsion bicolorata ingår i släktet Opsion och familjen svampmyggor. Inga underarter finns listade i Catalogue of Life.